# 保罗·艾克曼
保罗·艾克曼（Paul Ekman，1934年2月15日—）是一位美国心理学家，是研究情绪和面部表情的先驱。他被认为是二十世纪最杰出的100位心理学家之一。

## 生平
1934年2月15日，保罗·艾克曼出生于华盛顿特区，在纽瓦克、华盛顿、俄勒冈和南加州长大。他的父亲是一位儿科医生。
保罗·艾克曼曾是芝加哥大学和纽约大学的学生。他在阿德菲大学获得临床心理学博士学位(1958)，之后在兰利波特神经精神病研究所做了一年实习生。
他在芝加哥大学时的同学有苏珊·桑塔格、麥克·尼科爾斯、Elaine May 。
起初，艾克曼並不想研究臉部表情，因為他知道很多有名的心理學家也完成不了有關研究。
在他畢業的時候，學界不太重視非言語交際的研究，他自言「跟現在研究超能力的境況差不多」。剛在本科畢業的時候，艾克曼的目標是成為一個精神分析臨床心理治療師。因為他之前曾參與團體治療的工作，他發現參與者的身體動作、行為也似乎有意義，他希望能制定一套客觀的指標，來記錄人類的身體動作，並發掘這些動作背後情緒的意義。最後，因為有關方面的研究工作沒有突破，他在另一個心理學家建議之下，用另一個題目在不足四個月就完成了博士論文。該篇論文是研究制約反應如何影響公眾對死刑的意見。
服了兵役之後，他持續他在身體語言、表情方面的研究。
1961到1966年期，歷經柏林危機、古巴導彈危機，美國幾乎在開戰邊緣，艾克曼亦在和平議題。當時他幾乎考慮從政。此段期間，他曾經在史丹福大學的政治研究中心當半職研究員，曾和其他人合作研究公眾在戰爭與和平議題上的意見。後來他因為難以兼顧兩個毫不相關的方面上的研究，而退出了政治研究。
1967年和1968年，他到巴布亞新几內亞研究其他文化的表情。基於這項工作，他提出無論是甚麼文化，人類的面部表情表达的情感是共同的。他在論文中質疑文化相對論，尤其批評了人類學家 Ray Birdwhistell 的某些觀點，引起一些人類學家的攻擊。但約十年之後，大多數社會科學家都接受艾克曼的研究成果。
他在1971年获得美国卫生署颁布的研究科学家奖，并且在1976年、1981、1987、1991和1997年又获得此奖项。在四十年间，美国卫生署通过提供奖学金，拨款，授予奖项的形式支持他的研究。
在2001年，艾克曼同约翰·克里斯合作制作了BBC纪录片《The Human Face》。2001年，他作为精神病学系的心理学教授从旧金山加利福尼亚大学退休。自1960年到2004年，他一直在兰利波特神经精神病研究所工作。
他在2009年的5月11日出版的《时代周刊》上被评为「时代周刊百位最有影响力人物」。

## 事業
艾克曼关于面部表情的研究工作是基于Silvan Tomkins的研究成果。（
他在1965年認識Tomkins，他在一篇1986年寫的自傳文章內形容對方是他的「導師、同事和親密朋友」。）艾克曼证明，同以 Margaret Mead为代表的人类学家所认为的正好相反，面部表情表达的情感不是由不同文化决定的，而是自生物起源时，就普遍贯穿在人类文明中。他認為這些非言際動作是演化的結果。他发现，那些表示愤怒，厌恶，恐惧，欢乐，悲伤和惊奇的表情都具有普遍性。对蔑视的研究成果则不太明确，但至少有一些初步的证据证明，这些情感和表情是被普遍认可的。
在同 Maureen O'Sullivan 博士共同研究的「Wizards计划」中，艾克曼提出微表情可以被用于测谎中。在测试过两万位各行各业的人士后，他发现只有50位在未接受任何正式训练的情况下有能力识别出别人撒谎。这些未受训者是检测欺骗行为的奇才。
他开发了一套「面部动作组织系统」(FACS)来将每个人的表情分类。艾克曼指导和发行了关于一般非语言行为领域各式各样主题的研究。例如，他关于谎言的研究不仅仅局限在面部，还包含身体其他的部分。
在他的职业生涯中，他也利用口语迹象判别谎言。当受访于有关莱温斯基的丑闻案时，他曾表示，他察觉到前总统比尔·克林顿在说谎，因为他在使用逃避语言。
艾克曼在对谎言在社会层面的研究有突出贡献，包括我们为什么撒谎，我们为什么常无意识的判断谎言。艾克曼还同计算机视觉研究员 Dimitris Metaxas 设计了一个视觉测谎仪。
艾克曼细致谨慎的实验是其他心理学家的优秀典范，也使他被美国心理学会评为20世纪最重要的100位心理学家之一。
2004年，他从旧金山加州大学精神病学系心理学教授职位上退休。
他现在在伯克利加州大学的出版的《Greater Good》杂志编辑委员会。他的贡献包括在同情、无私、平和的人际关系从根源上给出科学研究解释。2008年，他和達賴喇嘛合著了一本關於情緒的書。

## 情感分类
艾克曼通过一项对巴布亞新几内亚福勒人的跨文化研究设计出一套基本情感列表。他指出，一个孤立文化中的成员可以明确的辨别出照片中与福勒文化完全不同的其他文化成员表情表达的情感。他们也可以用面部表情来描述情形。他推断，与某些情感相关的表情对所有人类来说是很基本的，或者说在生物学上是很普遍的。以下是艾克曼在1972年提出的基本情感：
- 愤怒
- 厌恶
- 恐惧
- 快乐
- 悲伤
- 惊讶

然而，在20世纪90年代，艾克曼又扩充了一些不只是由面部肌肉表现的或积极或消极的情感。这些新添加的情感包括：
- 愉悦
- 轻蔑
- 满足
- 窘迫
- 兴奋
- 内疚
- 成就感
- 安慰
- 满意
- 感官愉悦
- 羞愧

作为一个研究员和权威，艾克曼教授和他的同事们有一个不变的原则，他们不会评论政客、公务员、当事人，或者即将发生的诉讼。

## 著作
- 《心理學家的面相術：解讀情緒的密碼》(Emotions Revealed: Recognizing Faces and Feelings to Improve Communication and Emotional Life)（原著 ISBN 080507516X，中文版: ISBN 9867574222，繁體中文版由心靈工坊出版)
- 《說謊：揭穿商場、政治、婚姻的騙局》(Telling Lies: Clues to Deceit in the Marketplace, Politics, and Marriage) （原著 ISBN 0393321886，中文版: ISBN 9867574443，繁體中文版由心靈工坊出版)
- （與達賴喇嘛合著）《心的自由：達賴喇嘛vs.艾克曼談情緒與慈悲》（Emotional Awareness: overcoming the obstacles to psychological balance and compassion）（原著 ISBN 0805087125 ， 中文版: ISBN 9789866112072，繁體中文版由心靈工坊出版 ）
- Unmasking the Face ISBN 1883536367
- What the Face Reveals ISBN 0195104463
- The Nature of Emotion: Fundamental Questions ISBN 0195089448
- Darwin and Facial Expression: A Century of Research in Review ISBN 0122367502
- Facial Action Coding System/Investigator's ISBN 9993626619
- Why Kids Lie: How Parents Can Encourage Truthfulness ISBN 014014322X
- Handbook of Methods in Nonverbal Behavior Research ISBN 0521280729
- Face of Man ISBN 0824071301
- Emotion in the Human Face ISBN 0080166431

## 相關作品
- 電視劇《别对我撒谎》的主角Cal Lightman即以艾克曼博士為藍本。